# 勒班陀站
勒班陀站（義大利語：Lepanto）是羅馬地鐵A線的一個地下車站，開通於1980年。

## 鄰近設施
- 羅馬民事法院

## 外部連結
- Lepanto station on the Rome public transport site (in Italian)